# 4ª Armata
Die 4ª Armata (deutsch 4. Armee) war eine Armee des italienischen Heeres im Ersten und Zweiten Weltkrieg.

## Erster Weltkrieg
Vor 1914 gab es in Italien Armeeoberkommandos nur auf dem Papier, das heißt, sie sollten erst im Fall einer Generalmobilmachung gebildet werden. Seit 1914 bestanden vier sogenannte designierte Armeekommandos in Mailand (1.), Genua (2.), Florenz (3.) und Bologna (4.), die im Frieden Planungsaufgaben hatten. Im Kriegsfall sollten aus diesen Stellen Armeeoberkommandos gebildet und ihnen Korps und sonstige Verbände und Einheiten unterstellt werden. Diese Kommandos ähnelten somit den deutschen Armee-Inspektionen.
Die italienischen Planungen im Nordosten Italiens hingen wesentlich von dem Umstand ab, dass das Trentino seinerzeit zu Österreich-Ungarn gehörte und man von dort aus mit einem Angriff auf Venedig italienische Truppen im Friaul abschneiden konnte. Bis zur Bosnienkrise im Jahr 1908 sah die italienische Verteidigungsstrategie im Wesentlichen eine Truppenkonzentration im Raum Padua vor, während man ganz im Nordosten Kavallerie- und andere mobilere Verbände beließ. Für die Verteidigung der Alpengrenze vom Stilfser Joch bis zum Monte Peralba war die 3. Armee vorgesehen, die 1. und 2. Armee sollten die Piavelinie halten und wenn möglich durch einen Gegenangriff aufgegebenes Gebiet im Nordosten zurückerobern, während für die 4. Armee eine Reserverolle vorgesehen war.

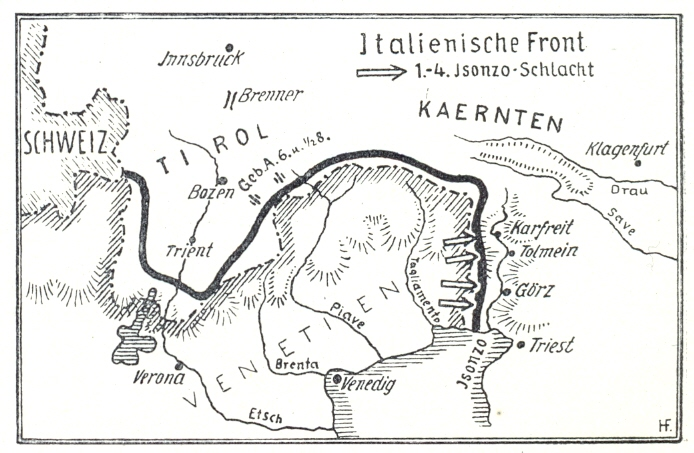
Karte der Italienfront (1915–1917)

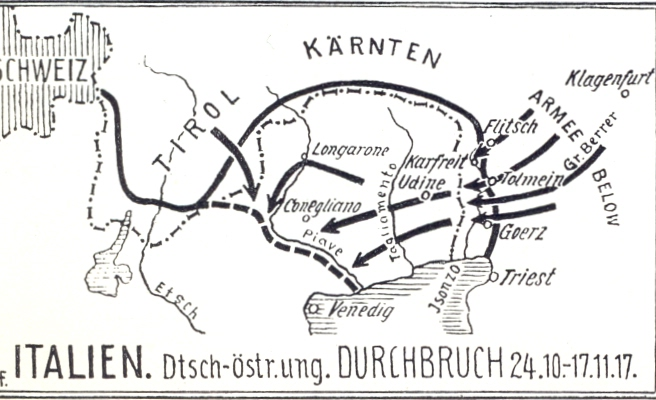
Karte der Italienfront (1917–1918)

Nach der Bosnienkrise und der Zunahme der Spannungen zwischen Italien und Österreich-Ungarn wurden der 1. und 4. Armee der Trentiner Frontbogen zugeteilt, der 2. und 3. Armee die Piavelinie, die dann für den italienischen Angriffskrieg trotz der Gefahr aus dem Trentino nach Osten bis zum Isonzo vorgeschoben wurden. Die Vorverlegung der 2. und 3. Armee hatte als Konsequenz, dass der 4. Armee die Dolomitenfront von der Croda Granda beim Passo Cereda im Südwesten bis zum Kreuzbergpass im Nordosten und dann die Karnischen Alpen bis zum Monte Peralba zugeteilt wurden. Im Osten schloss sich bis zum Kanin ein autonomer Verband namens Comando Zona Carnia an, danach folgte in den Julischen Alpen die 2. Armee.
Das designierte Kommando der 4. Armee wurde im Oktober 1914 in Bologna gebildet. Die 1915 aktivierte Armee bestand bis 1916 aus dem I. und dem IX. Korps mit insgesamt fünf Divisionen, Ende 1917 unterstanden ihr das I., II., IX. und XXVIII. Korps mit insgesamt neun Divisionen, Ende 1918 schließlich das VI., IX. und XXX. Korps mit insgesamt neun Divisionen. Im Vergleich zur 2. und 3. Armee hatte die 4. Armee nur einen begrenzten offensiven Auftrag. Sie sollte unter anderem beim Monte Piana auf Toblach und über den Kreuzbergpass nach Innichen vorstoßen und somit über das Pustertal einen strategischen Erfolg erzielen, was nicht gelang. Angesichts des italienischen Kräfteaufgebots an anderen Frontabschnitten blieben die Anstrengungen in diesem strategisch besonders wichtigen Bereich unzureichend.
Nach dem deutsch-österreichisch-ungarischen Sieg in der zwölften Isonzoschlacht und dem italienischen Rückzug zum Piave wurde die Dolomitenfront zwangsläufig unhaltbar. Unter feindlichem Druck zog sich die 4. Armee im November 1917 auf das Monte-Grappa-Massiv zurück. Als Scharnier und Schlüsselstellung zwischen der verkürzten Gebirgsfront und der Piavefront im Tiefland hatte der Monte Grappa bereits in den oben genannten Planungen vor dem Krieg eine Rolle gespielt. Nach Kriegsbeginn wurde auf dem Berg aus Gründen der strategischen Vorsicht ein zum Teil unterirdisches Stellungssystem angelegt. Während der ersten Piaveschlacht im November 1917 und der zweiten Piaveschlacht im Juni 1918 verteidigte die 4. Armee den Grappa und das umliegende Gebiet erfolgreich gegen Durchbruchsversuche ins Tiefland, die das Ziel hatten, die italienischen Verbände am Piave abzuschneiden, ihnen in den Rücken zu fallen und den Krieg somit zu entscheiden. Vom 24. bis zum 30. Oktober 1918 hatte die 4. Armee (auch Grappa-Armee genannt) während der Schlacht von Vittorio Veneto bei erfolglosen italienischen Angriffen auf dem Grappa-Stock hohe Verluste zu verzeichnen. Sie band dort jedoch österreichisch-ungarische Verbände, die somit nicht im Tiefland eingesetzt werden konnten. Zum italienischen Durchbruch am Piave leistete die 4. Armee somit einen bedeutenden indirekten Beitrag.

## Zweiter Weltkrieg
Das Kommando der 4. Armee entstand im August 1939 in Rivoli bei Turin wieder. 1940 stand die 4. Armee an der Grenze zu Frankreich im Abschnitt vom Aostatal bis zum Monte Granero, im Süden schloss sich bis zur ligurischen Küste die 1. Armee an, hinter diesen beiden Armeen befand sich die 7. Armee in Reserve. Diese drei Armeen bildeten die Armeegruppe West, die während des sogenannten Sitzkriegs zwischen Deutschland und Frankreich defensive Aufgaben hatte. Als sich während des Westfeldzugs der deutsche Erfolg abzeichnete, gab Benito Mussolini am 10. Juni 1940 den Kriegseintritt Italiens bekannt und befahl der Armeegruppe West am 21. Juni 1940 den Angriff auf Frankreich. Bereits am folgenden Tag unterzeichnete Frankreich den Waffenstillstand von Compiègne und am Abend des 24. Juni in Rom den Waffenstillstand mit Italien. 

Besetztes Frankreich

In vier Tagen erzielte die 1. Armee in der sogenannten Schlacht in den Westalpen mit ihrem I. und IV. Korps und dem Gebirgskorps gegen erbitterten französischen Widerstand nur minimale Geländegewinne. Die Angriffsschwerpunkte lagen am Col du Mont Cenis und am Col de Montgenèvre sowie am Kleinen Sankt Bernhard, der Rest der Gebirgsfront war für einen Angriffskrieg ungeeignet. Nach der Auflösung der 1. Armee am 31. Juli 1940 dehnte die 4. Armee ihren Zuständigkeitsbereich auf die gesamte Grenze Italiens zu Vichy-Frankreich aus, also vom Aostatal bis zum Meer. Sie besetzte auch kleinere Grenzgebiete in den französischen Westalpen. Weiter westlich bestand eine rund 50 Kilometer tiefe entmilitarisierte Zone.
Nach der alliierten Landung in Französisch-Nordafrika (Operation Torch) begannen die Achsenmächte, im Wesentlichen mit deutschen Verbänden, am 11. November 1942 mit dem Unternehmen Anton, also mit der Besetzung der bis dahin unbesetzt gebliebenen Zone Frankreichs. Die 4. Armee besetzte Landesteile im Südosten Frankreichs, andere italienische Verbände gleichzeitig Korsika. In ihrem Bereich verfügte die 4. Armee über das I., XV. und XXII Korps. Bis Anfang September bereitete man sich dort auf eine mögliche Landung der Alliierten vor, die dann erst im August 1944 stattfand (Operation Dragoon). Während der Besatzungszeit im Südosten Frankreichs erwarb sich die 4. Armee humanitäre Verdienste, weil sie sich inständig weigerte, Juden an deutsche Stellen und an die Behörden des Vichy-Regimes auszuliefern. Letztere wurden mehrmals gezwungen, festgenommene Juden wieder freizulassen.
Nach der öffentlichen Bekanntgabe des Waffenstillstands von Cassibile am 8. September 1943 wurde ein Teil der Armee von deutschen Verbänden entwaffnet und interniert (Fall Achse). Andere Teile der 4. Armee konnten sich nach Italien zurückziehen, wo sie am 12. September 1943 in Caraglio offiziell aufgelöst wurde.

## Oberbefehlshaber
- Tenente Generale Luigi Nava (1914–1915)
- Tenente Generale Mario Nicolis di Robilant (1915–1918)
- Tenente Generale Gaetano Giardino (1918) (später Marschall von Italien, auf dem Grappa beerdigt)

- Generale designato d’Armata Camillo Grossi (1938–1940)
- Generale designato d’Armata Alfredo Guzzoni (1940)
- Generale designato d’Armata Mario Caracciolo di Feroleto (1940–1941)
- Generale designato d’Armata Mario Vercellino (1941–1943)